# Jean-Claude Fall
Pour les articles homonymes, voir Fall.
 (septembre 2017).
Si vous disposez d'ouvrages ou d'articles de référence ou si vous connaissez des sites web de qualité traitant du thème abordé ici, merci de compléter l'article en donnant les références utiles à sa vérifiabilité et en les liant à la section « Notes et références ».
Jean-Claude Fall est un metteur en scène et directeur de théâtre français, né le 5 décembre 1947 à Métlaoui en Tunisie.

## Biographie
Neveu de l'éditeur Georges Fall, Jean-Claude Fall a codirigé l'Atelier Philippe Adrien de 1974 à 1977, la Compagnie « La Manufacture » de 1978 à 1982, le Théâtre de la Bastille de 1982 à 1988, le Théâtre Gérard Philipe, Centre dramatique national de Saint-Denis de 1989 à 1997, le Théâtre des Treize Vents Centre dramatique national de Montpellier de 1998 à 2009.
La Manufacture Compagnie Jean-Claude Fall est créée en mai 2010.
Son fils, Zachary Fall, est comédien lui aussi. 

## Comédien
- 1973 : L'Excès d'après Georges Bataille, mise en scène Philippe Adrien, Petit Odéon
- 1974 : La Tragédie optimiste de Vsevolod Vichnievski, mise en scène Bernard Chartreux et Jean-Pierre Vincent, Théâtre Le Palace, Théâtre du Gymnase
- 1974 : L'Excès d'après Georges Bataille, mise en scène Philippe Adrien, Théâtre de l'Atelier
- 1975 : Le pupille veut être tuteur de Peter Handke, mise en scène Jean-Claude Fall, Philippe Adrien, Théâtre Essaïon
- 1975 : L'Excès d'après Georges Bataille, mise en scène Philippe Adrien, Théâtre de Nice
- 1975 : Albertine de Serge Ganzl, mise en scène Philippe Adrien, Petit Odéon
- 1977 : Nadia de Bernard Cuau, mise en scène Jean-Claude Fall, Théâtre Ouvert Festival d'Avignon Théâtre Ouvert
- 1978 : Nadia de Bernard Cuau, mise en scène Jean-Claude Fall, Théâtre Ouvert Théâtre de la Tempête
- 1978 : Têtes-mortes de Samuel Beckett, mise en scène Jean-Claude Fall, Festival d'Avignon
- 1979 : Têtes-mortes de Samuel Beckett, mise en scène Jean-Claude Fall, Théâtre de la Tempête
- 1980 : Le Conte d'hiver de William Shakespeare, mise en scène Jean-Claude Fall, Théâtre de la Tempête
- 1981 : Alarmes 2, Textes pour rien de Samuel Beckett et Georges Perec, mise en scène Jean-Claude Fall, Théâtre de la Tempête
- 1984 : Dis Joe de Samuel Beckett, mise en scène Jean-Claude Fall, Théâtre de la Bastille
- 1986 : Oberon opéra de Carl Maria von Weber, mise en scène Jean-Claude Fall, Opéra national de Lyon
- 1998 : Œdipe de Sénèque, mise en scène Jean-Claude Fall, Opéra Comédie
- 2000 : Fin de partie de Samuel Beckett, mise en scène Jean-Claude Fall, Théâtre des Treize Vents
- 2001 : Les Trois Sœurs d'Anton Tchekhov, mise en scène Jean-Claude Fall, Théâtre des Treize Vents
- 2003 : Péchés mortels Orgueil, Paresse, Colère, Envie, Gourmandise, 5 des 7 « péchés mortels » de Félix Mitterer, mise en scène Jean-Claude Fall, Théâtre des Treize Vents
- 2004 : Péchés mortels Orgueil, Paresse, Colère, Envie, Gourmandise, 5 des 7 « péchés mortels » de Félix Mitterer, mise en scène Jean-Claude Fall, Théâtre des Treize Vents
- 2006 : Jean La Chance de Bertolt Brecht, mise en scène Jean-Claude Fall, Théâtre des Treize Vents, tournée
- 2008 : Jean La Chance de Bertolt Brecht, mise en scène Jean-Claude Fall, Théâtre des Treize Vents, tournée
- 2008 : Richard III et Le Roi Lear de William Shakespeare, mise en scène Jean-Claude Fall, Théâtre des Treize Vents, tournée
- 2009 : Richard III et Le Roi Lear de William Shakespeare, mise en scène Jean-Claude Fall, tournée
- 2010 : Richard III et Le Roi Lear de William Shakespeare, mise en scène Jean-Claude Fall, tournée

## Metteur en scène
- 1974 : Les Bottes de l'ogre et La Résistance, mise en scène avec Philippe Adrien, Théâtre des Amandiers
- 1975 : Le pupille veut être tuteur de Peter Handke, mise en scène avec Philippe Adrien, Théâtre Essaïon
- 1975 : L'Œil de la tête d'après Marquis de Sade, mise en scène avec Philippe Adrien, Festival d'automne à Paris Théâtre Récamier
- 1976 : Grand-peur et misère du IIIe Reich de Bertolt Brecht, Théâtre Mouffetard
- 1976 : Schippel de Carl Sternheim, Théâtre de la Commune
- 1977 : Le Grand Parler de Pierre Clastres
- 1977 : Ça : Comédie, Pas moi et Fin de partie de Samuel Beckett
- 1977 : Nadia de Bernard Cuau, Théâtre Ouvert Festival d'Avignon
- 1978 : La Thébaïde de Racine, Nouveau Carré Silvia Monfort
- 1978 : Têtes-mortes de Samuel Beckett, Festival d'Avignon
- 1979 : Un ou deux sourires par jour d'Antoine Gallien, Théâtre Ouvert
- 1979 : Werther de Jules Massenet
- 1979 : Drôles de gens ou Petits Crimes et renoncements au nom de l'amour d'après Maxime Gorki, Nouveau Théâtre national de Marseille
- 1980 : Le Conte d'hiver de William Shakespeare, Théâtre de la Tempête
- 1980 : Ah Q de Jean Jourdheuil et Bernard Chartreux
- 1981 : État de siège de Peter Handke, Théâtre de la Tempête
- 1981 : L'Exception et la Règle de Bertolt Brecht, Théâtre de la Tempête
- 1981 : Alarmes 2, Textes pour rien de Samuel Beckett et Georges Perec, Théâtre de la Tempête
- 1982 : Le Voyage de Mme Knipper vers la Prusse Orientale de Jean-Luc Lagarce, Petit Odéon
- 1982 : Ondine de Jean-Yves Daniel-Lesur, Théâtre des Champs-Élysées
- 1983 : Description d'un combat de Franz Kafka, Théâtre de la Bastille
- 1983 : Tango stupéfiant, Théâtre de la Bastille
- 1983 : Mitridate, re di Ponto opéra de Wolfgang Amadeus Mozart, Festival d'Aix-en-Provence
- 1984 : Dis Joe de Samuel Beckett, Théâtre de la Bastille
- 1984 : Still Life d'Emily Mann, Festival d’Avignon, Théâtre de la Bastille en 1985
- 1985 : L'Écume des jours opéra d'Edison Denisov d'après Boris Vian, Opéra-Comique
- 1986 : Oberon opéra de Carl Maria von Weber, direction musicale John Eliot Gardiner, Opéra national de Lyon
- 1986 : Les Mauvaises Manières-1911 : Petite Chronique d'une année ordinaire, Espace Gérard Philipe Villeurbanne
- 1988 : Armida opéra de Gioachino Rossini
- 1988 : Sémiramis opéra de Gioachino Rossini
- 1988 : Par les villages de Peter Handke, Théâtre de la Bastille
- 1990 : Ces fous de Tchekhov :
  - Ivanov
  - Platonov
  - Les Trois Sœurs
  - Oncle Vania
- 1991 : Pas là de Samuel Beckett
- 1991 : Le Devoir du premier Commandement opéra de Wolfgang Amadeus Mozart
- 1992 : Chef-lieu d'Alain Gautré, Théâtre Gérard Philipe
- 1993 : Le Procès de Jeanne d'Arc d'après Bertolt Brecht, Pierre Seghers et Charles Péguy
- 1993 : Tempête sur le pays d’Égypte de Pierre Laville d’après Anton Tchekhov et Mikhaïl Boulgakov, Théâtre Gérard Philipe, Théâtre de la Gaîté-Montparnasse
- 1995 : Voyage au pays sonore ou l'art de la question de Peter Handke, Théâtre Gérard Philipe
- 1995 : Dédale opéra de Hugues Dufourt, livret Myriam Tanant, Opéra de Lyon
- 1996 : Hercule furieux et Hercule sur l'Œta de Sénèque, Théâtre Gérard Philipe
- 1998 : Œdipe de Sénèque, Opéra Comédie
- 1998 : L'Opéra de quat'sous de Bertolt Brecht, Théâtre des Treize Vents
- 1999 : Parle-moi comme la pluie et laisse-moi écouter et Je ne peux imaginer demain de Tennessee Williams, Théâtre des Treize Vents
- 2000 : Fin de partie de Samuel Beckett, Théâtre des Treize Vents
- 2000 : Le Grand Parler de Pierre Clastres, Théâtre des Treize Vents Festival Saperlipopette, voilà Enfantillages !
- 2000 : Luisa Miller de Giuseppe Verdi, livret Salvatore Cammarano, Opéra national de Montpellier Languedoc-Roussillon
- 2000 : Les Trois Sœurs d'Anton Tchekhov, Théâtre des Treize Vents
- 2002 : La Décision - Mauser de Bertolt Brecht et Heiner Müller, Festival d'Avignon, Théâtre des Treize Vents
- 2002 : Ma Solange, comment t’écrire mon désastre, Alex Roux de Noëlle Renaude
- 2003 : Dors mon petit enfant de Jon Fosse, Théâtre des Treize Vents Festival Saperlipopette, voilà Enfantillages !
- 2003 : Péchés mortels Orgueil, Paresse, Colère, Envie, Gourmandise, 5 des 7 « péchés mortels » de Félix Mitterer, Théâtre des Treize Vents
- 2004 : Blancs : Ma Solange, comment t’écrire mon désastre, Alex Roux [Extrait] de Noëlle Renaude, Clandestins [Création] d'Emmanuel Darley, Dors mon petit enfant de Jon Fosse, Théâtre des Treize Vents
- 2005 : Famille d'artistes et autres portraits d'Alfredo Arias et Kado Kostzer, Extraits de Belle du Seigneur d'Albert Cohen, La Pluie d'été de Marguerite Duras, Marx Matériau - épisode 1/ celui qui parle d'après Karl Marx, Théâtre des Treize Vents
- 2005 : Histoires de famille de Biljana Srbljanović, Festival Oktobre des écritures contemporaines Montpellier
- 2006 : Fin de partie de Samuel Beckett
- 2006 : Jean La Chance de Bertolt Brecht, Théâtre des Treize Vents
- 2007 : Histoires de famille de Biljana Srbljanović, Théâtre de la Tempête, Théâtre des Treize Vents
- 2007 : Cendrillon opéra de Jules Massenet, livret Henri Cain, Théâtre des Treize Vents Festival Saperlipopette, voilà Enfantillages !
- 2007 : Le Songe d'une nuit d'été de William Shakespeare, Printemps des comédiens Montpellier
- 2007 : Brecht Cabaret chansons Bertolt Brecht, musique Kurt Weill, Hanns Eisler, spectacle de Jean-Claude Fall et Gérard Lieber, Théâtre de Grammont
- 2008 : Le Roi Lear de William Shakespeare, Théâtre des Treize Vents
- 2008 : Richard III de William Shakespeare, Théâtre des Treize Vents
- 2009 : Parole perdue, opéra, livret de Jean Vermeil, musique Daniel Teruggi, Théâtre de Grammont avec Emmanuelle Laborit
- 2011 : Hôtel Palestine, Chai du Terral Saint-Jean-de-Védas

## Distinctions
- Prix du syndicat de la critique 1977 : Prix de la révélation théâtrale de l'année pour Schippel